# Natuurpark Vallei van de Attert
Het Natuurpark Vallei van de Attert (Frans: Parc naturel de la Vallée de l'Attert) is een natuurpark in de Ardennen in de Waalse provincie Luxemburg. Het park is 70 vierkante kilometer groot en ligt in de gemeente Attert. Het gebied is een scharnierzone tussen het Woud van Anlier op Ardense leisteengrond enerzijds en de beroemde cuesta’s van de Gaume en Belgisch Lotharingen anderzijds. Het landschap wordt bepaald door de vallei van de Attert, weiden en bossen. Verschillende delen zijn Europees beschermd als Natura 2000-gebied.